# Yūko Ogura
Yūko Ogura (japanisch 小倉 優子 Ogura Yūko; * 1. November 1983 in Mobara, Japan) auch bekannt unter dem Spitznamen Yūkorin (ゆうこりん) gehört zu den bekanntesten japanischen Models (Gravure Idol). Des Weiteren begann sie 2002 ihre gesangliche Karriere.

## Diskografie

### Alben
- Frui Chu ♥ Tarte (2004)
- Ogura Yūko Perfect Best (小倉優子 パーフェクト・ベスト, 2011)

### Singles
- Uki-Uki Rinko da pū (ウキウキりんこだプー, 2002)
- Koi no Shubiduba (恋のシュビドゥバ, 2004)
- Eien Loverin (∂▽＜)/ (永遠ラブリン(∂▽＜)/, 2004)
- Onna no Ko ♥ Otoko no Ko (オンナのコ♥オトコのコ, 2004, Abspann des Anime School Rumble)
- Kaettekita Kero! to March (帰ってきたケロッ!とマーチ, 2007, 6. Abspann des Anime Keroro Gunsō)
- Suki ☆ Melo (スキ☆メロ, 2008)